# Кеджери
Кеджери (англ. kedgeree) — блюдо британской кухни из нарезанной отварной рыбы (традиционно — копчёной пикши), отварного риса, петрушки, яиц вкрутую, карри, масла, сливок и изюма; рецепты в зависимости от местности могут различаться и включать дополнительные ингредиенты.
Блюдо может подаваться как горячим, так и холодным; вместо пикши может использоваться и другая рыба, в том числе лосось или тунец, хотя это не является традиционным.
Считается, что кеджери происходит от индийского блюда кичари, появившегося приблизительно в 1340-х годах или ранее, и было завезено в Великобританию в середине XIX века, когда большая часть Индии уже была колонизирована англичанами, став частью популярных тогда «индийских завтраков».